# Abenteuer Archäologie
Abenteuer Archäologie est un magazine allemand d'archéologie et de sciences. 
Le magazine, fondé en février 2004 était publié par Spektrum der Wissenschaft Verlagsgesellschaft mbH à Heidelberg et son éditeur était Reinhard Breuer. 
Le magazine a fusionné avec le magazine Epoch en 2012. 